# Blast (2004)
Blast (Alternativtitel: Blast – Dem Terror entkommt niemand) ist ein 2004 direkt für den DVD-Markt hergestellter Actionfilm. Die Hauptrolle spielt Eddie Griffin.

## Handlung
Der Schlepperkapitän Lamont Dixon bekommt von dem Ölunternehmen TYMERCO den Auftrag eine im Hafen von San Diego liegende Ölplattform an ihren Einsatzort vor der Küste zu bringen. Eine Gruppe von Umweltaktivisten unter der Führung von Michael Kittredge demonstriert gegen das Vorhaben. Sie begleiten den Schlepper und die Ölplattform bis zum Zielort. Nach einem vorgetäuschten Feuer auf dem vermeintlich havarierten Schiff der Umweltaktivisten werden sie von Dixon gerettet und auf die Ölplattform gebracht.
Dort stellt sich schnell heraus, dass es sich bei den soeben geretteten nicht um Umweltschützer, sondern um knallharte Terroristen handelt. Ihr Anführer Talbot Skyler, der sich als Michael Kittredge verkleidet hat, will das kalifornische Festland mit einer E-Bombe beschießen, um einen großflächigen Stromausfall herbeizuführen. Durch diesen Stromausfall sollen vorher von seinen Kumpanen durchgeführte illegale Geldverschiebungen in Milliardenhöhe nicht mehr zu rekonstruieren sein.
Doch Dixon ist nicht bereit, dem Treiben der Terroristen tatenlos zuzusehen, und stellt sich ihnen in den Weg. In dem Hacker Jamal, der gemeinsam  mit den Terroristen angekommen ist, aber behauptet ein verdeckt arbeitender FBI-Agent zu sein, findet Dixon einen wertvollen Verbündeten. Es entbrennt ein heißer Kampf zwischen den Guten und den Bösen, der viele Opfer fordert. Am Ende gelingt es den Behörden dank der Hilfe von Dixon und Jamal die Ölplattform zurückzuerobern und die verbliebenen Geiseln zu befreien, während die E-Bombe unter der Wasseroberfläche zündet und somit ihre verheerende elektromagnetische Wirkung ausbleibt.

## Ausstrahlung in Deutschland
Die deutsche Free-TV Premiere erfolgte am 29. November 2007 auf VOX. Der Film erreichte 10,4 Prozent Marktanteil in der werberelevanten Zielgruppe.

## Kritik
Das Lexikon des internationalen Films schrieb, dass der Film  ein „billig produzierte[r] Actionfilm“ sei und „überdeutlich auf die Stirb [L]angsam-Serie“ schiele.